# Schloss Svartsjö

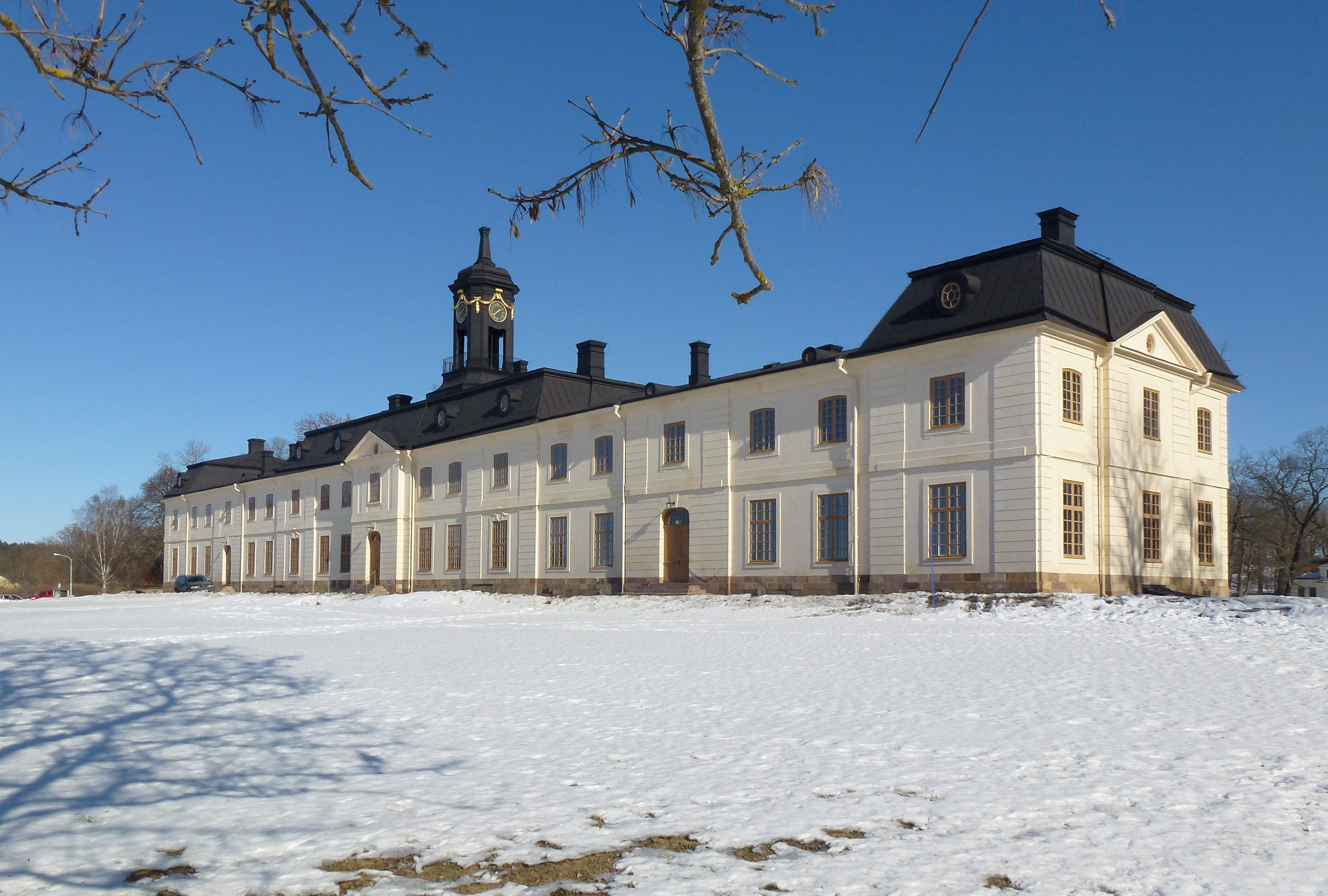
Schloss Svartsjö im März 2013.

Schloss Svartsjö ist ein Schloss im schwedischen Ort Svartsjö auf der Insel Färingsö im See Mälaren.

## Frühere Bauwerke
Im Laufe der Jahre befanden sich in Svartsjö verschiedene königliche Gebäude. Schon im Mittelalter hatten die Herzöge Erik Magnusson und Valdermar Magnusson von Södermanland eine Residenz im Ort. Später ließ Gustav I. Wasa eine Renaissanceburg mit einem runden Zentralteil errichten, die von seinen Söhnen Erik XIV. und Johann III. erweitert wurde. 1580 war der Bau fertiggestellt, doch schon 1687 brannte die Burg ab. Das Baumaterial wurde nach Stockholm gebracht und zum Ausbau der Burg Tre Kronor benutzt. Heute sind nur noch Reste von Gustav Wasas Burg in Svartsjö vorhanden.

## Der bestehende Schlossbau
Der heutige Mittelteil des Prunkbaus wurde zwischen 1734 und 1739 im Auftrag von König Friedrich als Jagdschloss für Königin Ulrike Eleonore nach Plänen des Architekten Carl Hårleman errichtet. Als erstes schwedisches Rokokoschloss nach französischem Vorbild war es stilprägend für die Herrenhausarchitektur des Landes im späteren 18. Jahrhundert. Bemerkenswert ist der Große Saal im Schloss, der als achteckiger Raum über zwei Etagen entstand.
Als Königin Luise Ulrike in den 1770er Jahren das Schloss zu ihrem Witwensitz machte, wurde das Gebäude mit zwei Anbauten an den Stirnseiten verlängert. Außerdem wurde dem Schloss eine Laterne mit Uhren aufgesetzt. Verantwortlicher Architekt war Carl Fredrik Adelcrantz.

### Nutzung als Gefängnis

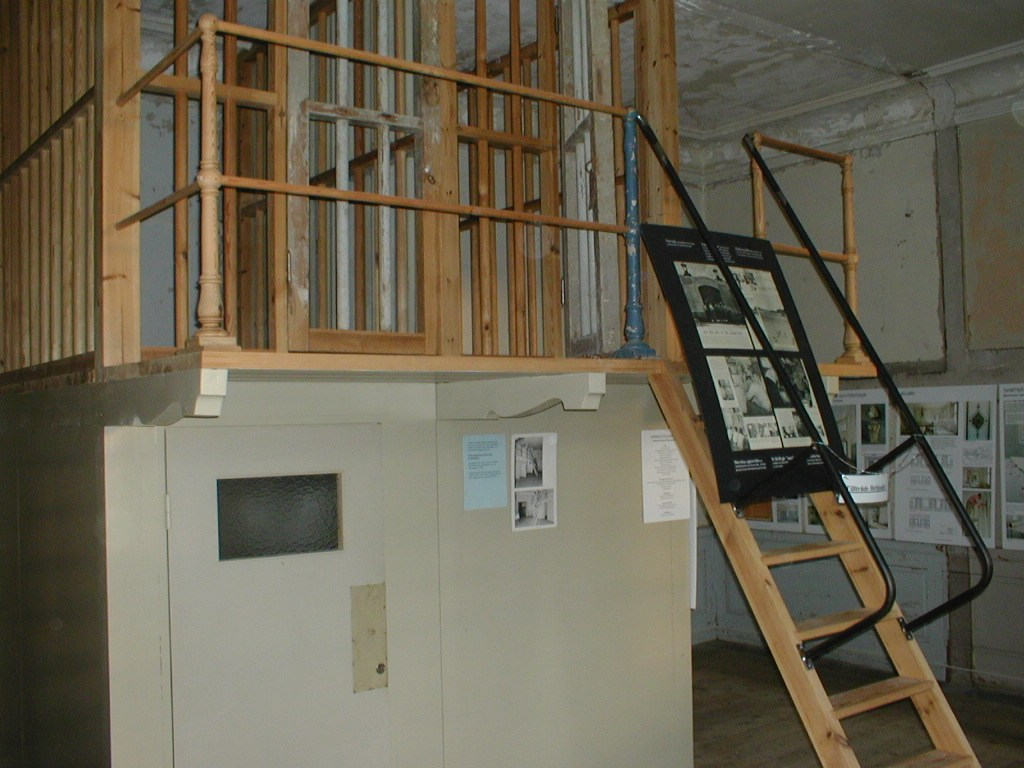
Rekonstruierte Gefängniszellen

Nach Luise Ulrikes Tod 1782 verfiel der Bau im Laufe der nächsten hundert Jahre. Da in der Nähe ein Granitsteinbruch lag wurde das Gebäude 1891 für die Unterbringung von Zwangsarbeitern und Alkoholikern umgestaltet. Es wurde geprüft, ob die Gefangenen in der Landwirtschaft eingesetzt werden können und da die ersten Versuche hervorragende Ergebnisse aufwiesen, wurde die Beschäftigung im Steinbruch 1910 eingestellt. Mit dem Beginn der Einlieferung von Schwerverbrechern entstand in Svartsjö eine geschlossene Abteilung. Insgesamt gab es 337 Zellen, die mit Blechplatten und Gittern versehen waren. 1966 wurde das Gefängnis aufgelöst und die Abgrenzungsmauer sowie größere Wirtschaftsgebäude abgerissen. Heute existiert noch, neben dem eigentlichen Schloss, der Wohnsitz des Gefängnisdirektors im Schlosspark sowie etwa 20 Personalwohnungen in der Umgebung.

### Restaurierung und Gegenwart
Nach einer erneuten Zeit des Verfalls wurde Schloss Svartsjö von 1994 bis 2003 unter Leitung des Architekturbüros Tallius Myhrman für 36 Millionen Kronen auf Staatskosten restauriert. Die Fassade erhielt wieder den hellgelben Anstrich, den Carl Hårleman (Architekt)|Carl Hårleman gewählt hatte, um französischen Sandstein vorzuspiegeln. Die Fenster erhielten eine gelbbraune Eichenfarbe. Da es Anzeichen für das ursprüngliche Vorhandensein von Tapeten gab, wurden zwölf Räume im Mittelteil mit typischen Tapeten aus der Entstehungszeit des Schlosses geschmückt. Diese entstanden nach Vorlagen aus dem nahen Schloss Drottningholm. Bei der Restaurierung wurde nicht versucht die "dunkle Epoche" des Gebäudes zu verstecken, im Gegenteil, es wurden beispielsweise in einem Raum Gefängniszellen rekonstruiert.
Das Schloss steht seit 1935  als Byggnadsminne unter Denkmalschutz. Es wird heute von der staatlichen Grundstücksverwaltung betrieben und ist der Öffentlichkeit zugänglich. Es gibt ein Café und im Sommer ein Barockfestival.
Der Runenstein von Svartsjö (U 35) steht in der Nähe des Schlosses Svartsjö.

## Galerie

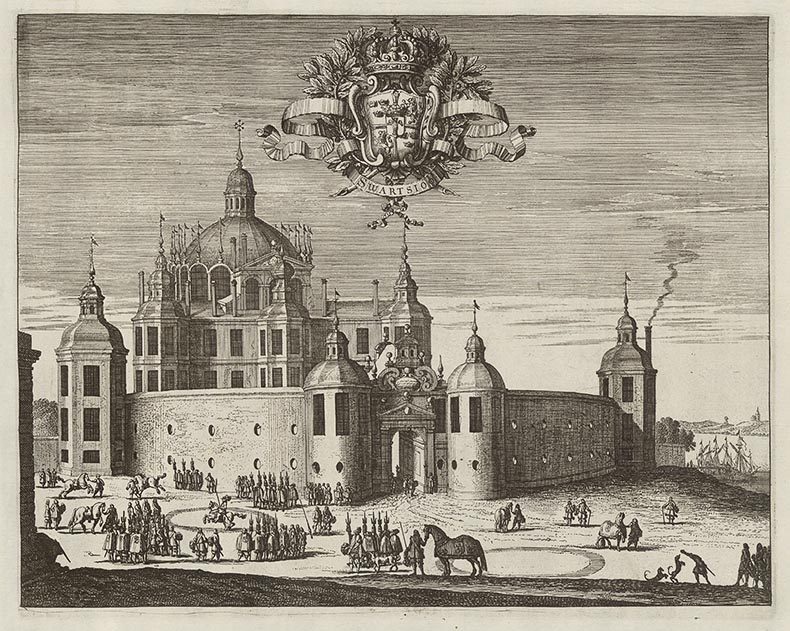
Die alte Wasaburg, wie sie in Suecia antiqua et hodierna dargestellt ist.
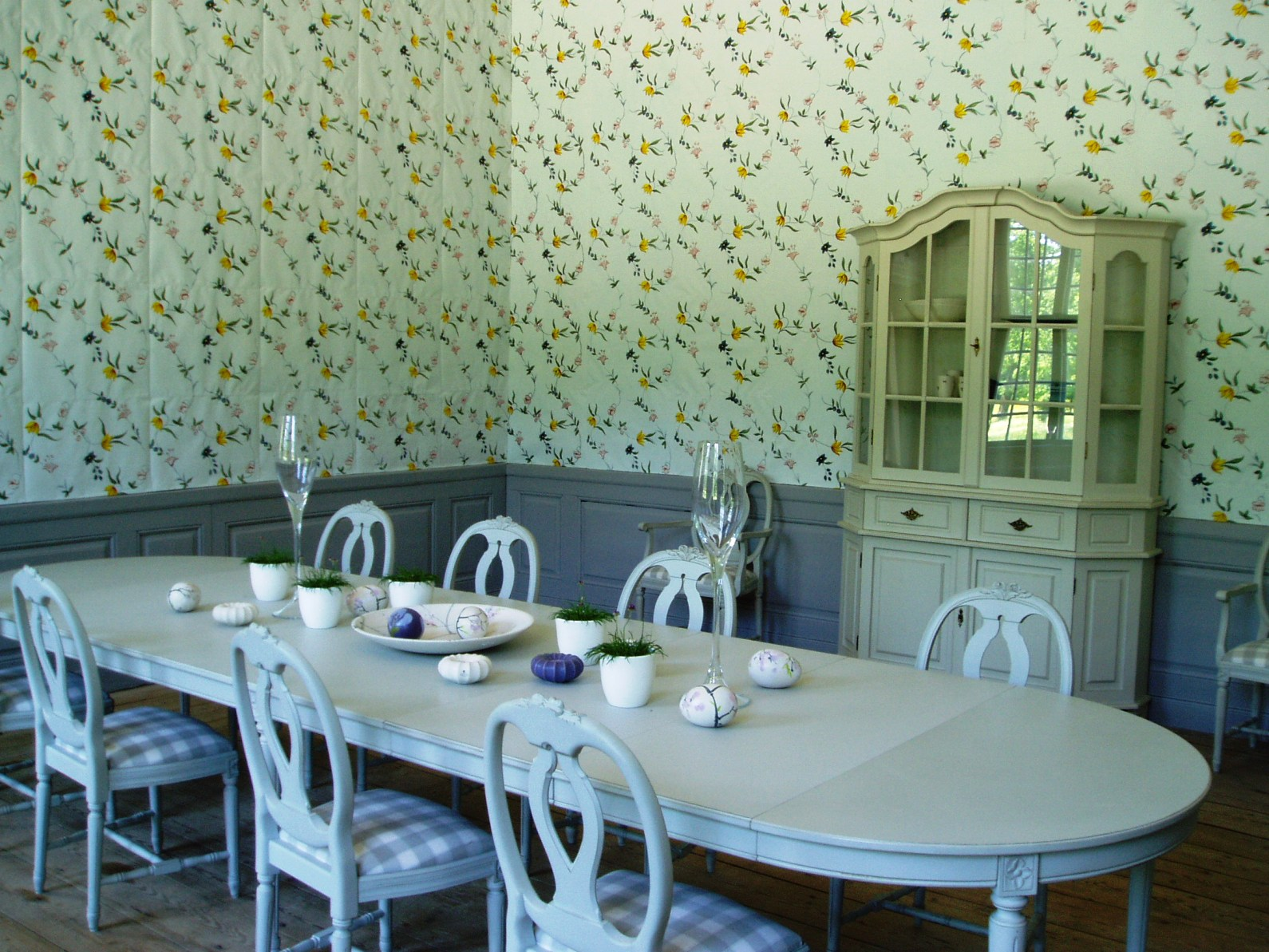
Einer der rekonstruierten Festsäle.
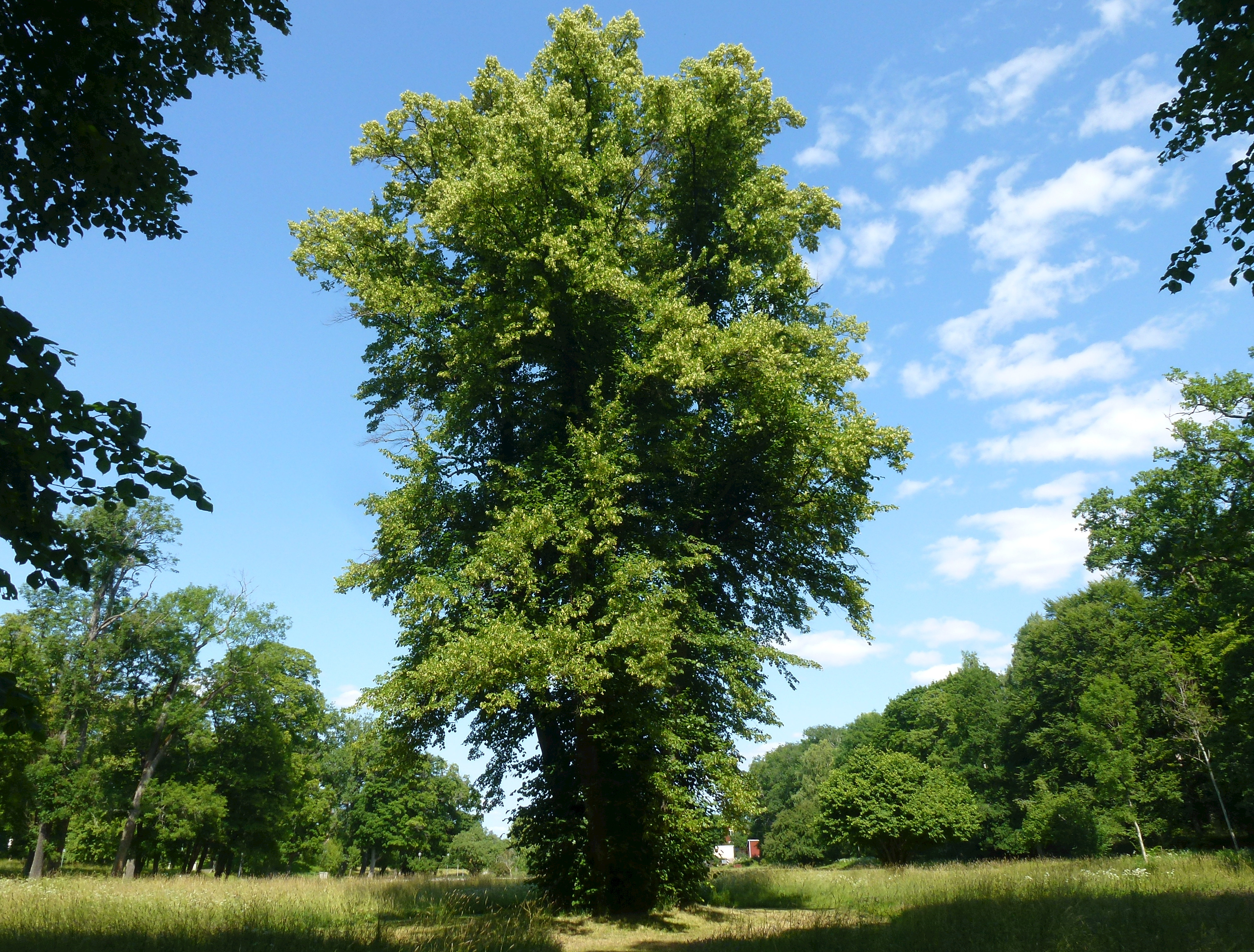
"Christines Linde" (Kristinas lind) wurde im Schlosspark unter Gustav II. Adolf angepflanzt, doch es ist unklar ob  er damit seine Mutter oder seine Tochter ehrte.
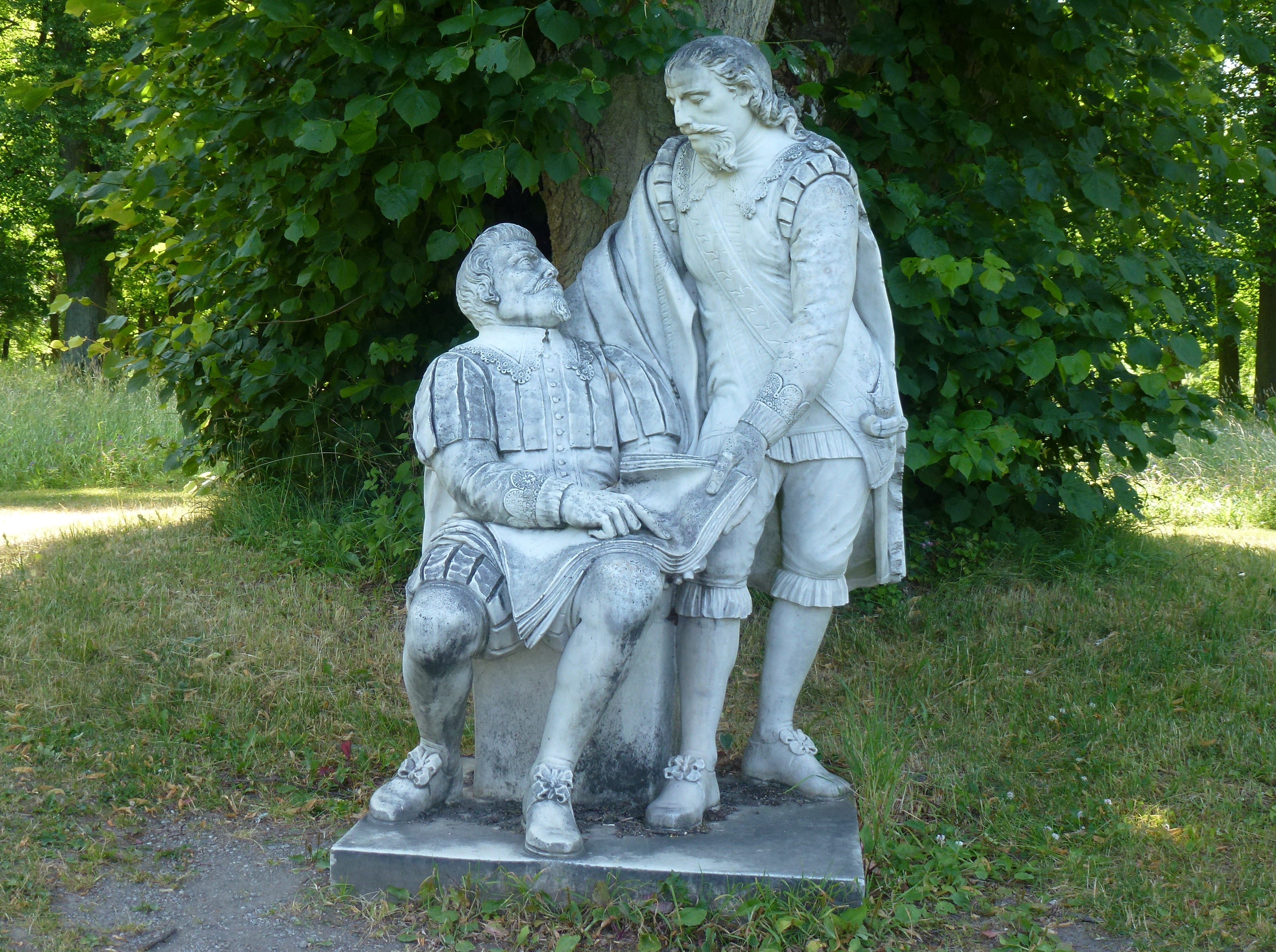
Diese Statue steht unter der zuvor genannten Linde und zeigt Gustav II. Adolf zusammen mit Axel Oxenstierna.